# Усов, Владимир Васильевич (учёный)
Владимир Васильевич Усов (4 ноября 1937, Красная Гора, Брянская область — 2 июня 2016) — российский учёный в области экономики, рекламы, кулинарии, профессор. Проживал в Москве.

## Биография
Дед по линии матери: Медведев Александр Аркадьевич (1888—1973), родом из с. Васьковичи, — крестьянин-хлебопашец. Раскулачен в начале 30-х годов и выслан с родины. Дед по отцовской линии — Усов Антон Демьянович (1877—1947) родом из с. Туроп, Бобруйского округа, Любанского района (Белоруссия). По национальности — белорус, крестьянин-хлебопашец, в 30-х гг. был раскулачен и выслан. Отец: Усов Василий Антонович (1903—1941) — учитель. Мать: Медведева Меланья Александровна (1913—1999) — в течение 37 трудилась медицинской сестрой в больнице Почепа. Жена: Усова Надежда Николаевна, род. в 1944 г. — специалист в области бухгалтерского учёта. Сыновья: Сергей, род. в 1966 г., получил образование в институте им Г. В. Плеханова, специалист в области бизнес-технологий; Андрей, род. в 1974 г., получил образование в Московском государственном открытом университете, специалист в области бизнес-технологий.
Родился в семье учителя. Среднее образование получил в г. Почеп. По окончании в 1965 г. Московского института народного хозяйства имени Г. В. Плеханова, был оставлен в Москве — приглашён на работу в МГК ВЛКСМ на должность инструктора-куратора Московской городской комсомольской организации в сфере продовольственной торговли. Одновременно поступил в заочную аспирантуру на кафедру философии Московского института народного хозяйства имени Г. В. Плеханова. В 1970 г. защитил кандидатскую диссертацию по теме: «Социальные функции рекламы и особенности её воздействия». (Научный руководитель: профессор А. И. Самсин) Предмет диссертационного исследования — психофизиология восприятия рекламы.
- Заместитель управляющего «Мосхлебторга»;
- Старший инструктор в Министерстве торговли РСФСР;
- С 1970 по 1977 гг. — заведующий сектором информации и рекламы Центрального НИИ Министерства рыбного хозяйства СССР.
- С 1977 г. — заведующий сектором потребительского рынка Центрального НИИ Госплана.
- С 1994 г. — профессор Московского государственного открытого университета (кафедра «Международные экономические отношения»). Одновременно преподавал в Университете Российской Академии образования (с 1994 по 2006 гг.). Преподаваемые предметы: психология рекламы, психология бизнеса и предпринимательства, логика.

Имеет публикации книг по различным тематикам: рекламе, торговле, кулинарии, бытовом обслуживании, товарном и денежном обращении, религии.

## Публикации
- Социальные функции рекламы и особенности её воздействия. Автореф. диссертации на соискание учёной степени кандидата философских наук. (623) М., 1970.
- Торговля и бытовое обслуживание. Кулинария. О профессии продавца. М.,1972.
- Волшебный мир рекламы / В. В. Усов, Е. В. Васькин М.: Моск. рабочий, 1982
- Реклама информационных услуг: Метод. пособие / В. В. Усов. М.: ИПКИР, 1983.
- Рыба на вашем столе: История, основы и рецепты кухни. [Перевод] / Владимир Васильевич Усов. М.: Мир; Лейпциг: VEB Fachbuchverlag, 1984.
- Мусатов, Борис Владимирович Товары и услуги населению: (О комплекс. прогр. развития производства товаров и сферы услуг) / Б. В. Мусатов, В. В. Усов. М.: Знание, 1986.
- Я работаю в сфере обслуживания: Кн. для учащихся / В. В. Усов. М.: Просвещение, 1986.
- Рыба на вашем столе: История, основы и рецепты рыб. кухни / В. В. Усов. М.: Мир; Лейпциг: Фахбухферлаг, Б. г. (1986)
- Я работаю в сфере обслуживания: [Кн. для учащихся: Пер. с рус.] / В. В. Усов. Кишинёв: Лумина, 1989.
- Основные виды и тенденции развития кооперативов / В. В. Усов, Г. Г. Иванов. Киев: Тэхника, 1989.
- Профессиональная этика и психология в общественном питании: [Учеб. пособие для ПТУ] / В. В. Усов. М.: Высш. шк., 1990.
- Организация обслуживания в ресторанах / В. В. Усов. М.: Высш. шк., 1990
- Приглашаем к чаепитию : [О профессиях в чайной промышленности]. — М.: Знание, 1991. — 47 с. — (Твоя профессия).
- Меню грибника: 110 вкус. блюд / [Сост. Усов В. В.] М.: Журналист. агентство «Гласность», 1991.
- Ковалев, Николай Иванович Рассказы о тайнах домашней кухни / Н. И. Ковалев, В. В. Усов. М.: Химия, 1991.
- Вкусный обед вегетарианца: 102 общедоступ. блюда / [Сост. Усов В. В.]. М.: Журналист. агентство «Гласность», 1991.
- Величко, Евгения Михайловна Русская народная кухня / Е. М. Величко, Н. И. Ковалев, В. В. Усов. М.: Колос, 1992.
- Ковалев, Николай Иванович Кулинария для всех: Подарок молодой хозяйке / Н. И. Ковалев, В. В. Усов. М.: Профиздат, 1992.
- Ковалев, Николай Иванович Кухня, полная чудес / Н. И. Ковалев, В. В. Усов. Екатеринбург: Сред.-Урал. кн. изд-во, 1992.
- Русская кухня / [Авт.-сост. В. В. Усов] М.: Планета, 1992.
- Блины, похлебки, каши: 111 общедоступ. рецептов / [Сост. Усов В. В.] М.: Журналист. агентство «Гласность», 1992.
- Ковалев, Николай Иванович Рассказы о тайнах домашней кухни / Н. И. Ковалев, В. В. Усов. М.: Химия, 1993
- Русская кухня: [Фотокнига / Фотосъемка С. А. Ткаченко; Авт.-сост. В. В. Усов] М.: Планета, 1996.
- Ковалев, Николай Иванович Кулинария для всех: Подарок молодой хозяйке / Н. И. Ковалев, В. В. Усов. М.: Профиздат, 1996.
- Мы и наши деньги. М.: Экономика; Би Би Си (Англия), 1996.
- Ганичкина, Октябрина Алексеевна Домашнее консервирование / О. Ганичкина, В. Усов, Н. Матвеева. М.: ООО «Арнадия», 1997.
- Микроволновая кухня: [Ваша семейн. микроволновая печь / Авт.-сост. Усов В. В.] М.: ООО «Арнадия», 1997.
- Ганичкина, Октябрина Алексеевна Домашнее консервирование / О. Ганичкина, В. Усов, Н. Матвеева. М.: ООО «Арнадия», 1997.
- Русский народный православный календарь. М.: Издательство Дом МСП, 1997. Т.1, Т.2.
- Русская кухня / Владимир Усов. М.: ООО «Арнадия», 1998.
- Ганичкина, Октябрина Алексеевна Домашнее консервирование / О. Ганичкина, В. Усов, Н. Матвеева. М.: Арнадия, 1998.
- Микроволновая кухня / [Авт.-сост. В. В. Усов] М.: Арнадия, 1998.
- Пивоваров, Владимир Иванович Практические основы предпринимательства / В. И. Пивоваров, В. В. Усов; Информ.-внедренч. центр «Маркетинг» М.: ИВЦ «Маркетинг», 1998.
- Русская кухня. М.: Арнадия, 1998.
- Микроволновая кухня. Ваша семейная микроволновая печь / Авт.-сост. В. В. Усов М.: Арнадия, 1998.
- Деньги. Денежное обращение. Инфляция: Учеб. пособие для студентов экон. спец. вузов / В. В. Усов М.: Банки и биржи: ЮНИТИ, 1999.
- Организация производства и обслуживания на предприятиях общественного питания: Учеб. для учреждений нач. проф. образования / В. В. Усов М.: ПрофОбрИздат: ИРПО, 2002.
- Организация производства и обслуживания на предприятиях общественного питания: Учеб. для учреждений нач. проф. образования: Учеб. пособие для студентов учреждений сред. проф. образования, обучающихся по специальности 2311 «Организация обслуживания в обществ. питании» / В. В. Усов М.: Academia, 2002
- Эстетика домашнего стола / [В. В. Усов] М.: Журналист. агентство «Гласность», б. г. (1993)
- Гость в доме / [Усов В. В.] М.: Журналист. агентство «Гласность», 1993.
- Салаты и закуски / [Сост. Усов В. В., Булгак Н. Г.] М.: Журналист. агентство «Гласность», 1993.
- Бобы и крупы / [Сост. Усов В. В.] М.: Журналист. агентство «Гласность», 1993.
- Пироги, расстегаи, кулебяки / [Сост. Усов В. В.] М.: Журналист. агентство «Гласность», 1993.
- Из птицы и кролика / [Сост. Усов В. В.] М.: Журналист. агентство «Гласность», 1993.
- Морсы, сбитни, кисели / [Сост. Усов В. В.] М.: Журналист. агентство «Гласность», 1993.
- Статистика рынка товаров и услуг. 2-е издание, переработанное и доп. Учебник для вузов. М.,2003.
- Кухня для гурманов / В. В. Усов М.: Профиздат, 2004.
- Организация производства и обслуживания на предприятиях общественного питания: для учреждений нач. проф. образования: учеб. пособие для студентов учреждений сред. проф. образования, обучающихся по специальности 2311 «Орг. обслуживания в обществ. питании» / В. В. Усов. М.: Academia, 2005.
- Сборник рецептур вегетарианской кухни: учеб. пособие / В. В. Усов. Москва: Academia, 2006.
- Организация производства и обслуживания на предприятиях общественного питания: учеб. для образовательных учреждений начального проф. образования: учебное пособие для студентов учреждений среднего проф. образования, обучающихся по специальности «Орг. обслуживания в общественном питании» / В. В. Усов. Москва: Академия, 2006
- Вегетарианская кухня: учебное пособие для студентов образовательных учреждений среднего проф. образования / В. В. Усов. Москва: Академия, 2006.
- Организация производства и обслуживания на предприятиях общественного питания: учебное пособие для образовательных учреждений, реализующих программы начального профессионального образования / В. В. Усов. Москва: Академия, 2007.
- Основы кулинарного мастерства: учебное пособие для студентов образовательных учреждений среднего профессионального образования / В. В. Усов. Москва: Академия, 2007
- Рыбная кухня: учебное пособие для студентов образовательных учреждений среднего профессионального образования / В. В. Усов. Москва: Академия, 2007.
- Русская кухня: холодные блюда и закуски, супы, мясные и рыбные блюда: учебное пособие для студентов образовательных учреждений среднего профессионального образования / В. В. Усов. Москва: Академия, 2007.
- Деловой этикет: учебное пособие для студентов образовательных учреждений среднего профессионального образования / В. В. Усов. Москва: Академия, 2007.
- Русская кухня: блюда из овощей, грибов, молока и яиц, круп и муки. Выпечка: учебное пособие для студентов образовательных учреждений среднего профессионального образования/ В. В. Усов. Москва: Академия, 2008.
- Деловой этикет: учебное пособие для студентов образовательных учреждений среднего проф. образования / В. В. Усов. Москва: Академия, 2008.
- Организация производства и обслуживания на предприятиях общественного питания: учебное пособие для образовательных учреждений, реализующих программы начального профессионального образования / В. В. Усов. Москва: Академия, 2008.
- Деловой этикет: учебное пособие для студентов образовательных учреждений среднего профессионального образования / В. В. Усов. Москва: Академия, 2009.
- Организация производства и обслуживания на предприятиях общественного питания: учебное пособие для образовательных учреждений, реализующих программы начального профессионального образования / В. В. Усов. Москва: Академия, 2009.
- Деловой этикет [Текст]: учебное пособие для студентов образовательных учреждений среднего профессионального образования / В. В. Усов. Москва: Академия, 2010.
- Организация производства и обслуживания на предприятиях общественного питания [Текст]: учебное пособие для образовательных учреждений, реализующих программы начального профессионального образования / В. В. Усов. Москва: Академия, 2010.